# Lunar Linux
Lunar Linux és una distribució Linux creada a força del codi font. Primer instal·la un complet sistema de desenvolupament de bootstrapping. Després indica a l'administrador de paquets de Lunar quin programari serà necessari, construeix el sistema enterament descarregant el codi font actualitzat i ho compila localment optimitzant el sistema a les necessitats específiques de l'usuari. Resultaria així un sistema operatiu sobri i optimitzat. D'altra banda, compilar una distribució des de zero pot portar molt temps i complicar la tasca de manteniment dels paquets per actualitzar-los.
Actualment, Lunar té suport en les arquitectures x86 (i386 i i686) i x86-64, però els usuaris l'han implementat en plataformes sparc 64 i PowerPC. De moment no existeix suport per a la instal·lació en arquitectures que no siguin x86.
Lunar Linux va ser un fork de Sorcerer Linux realitzat per un petit grup de persones liderats per Chuck Mead; una altra distribució derivada de Sorcerer Linux és Source Mage. El lideratge de la distribució de Lunar Linux va ser pres per Auke Kok el 22 d'abril de 2004.